# Adelaide Saraceni
Adelaide Saraceni (Rosario, 25 settembre 1895 – Milano, 25 maggio 1995) è stato un soprano italo-argentino.

## Biografia
Argentina d'origine italiana, precisamente di Orsogna (provincia di Chieti), fu uno dei più importanti soprani lirici del primo Novecento. Dopo un breve periodo di studi in Argentina, si trasferì giovanissima in Italia e continuò a studiare canto al Conservatorio di Pesaro con la maestra Edvige Ghibaudo. Debuttò nel 1922 al Teatro comunale di Argenta nel ruolo di Rosina ne Il barbiere di Siviglia. Dopo un periodo di gavetta trascorso nei teatri di provincia, il 27 gennaio 1928 arrivò il debutto al Teatro alla Scala di Milano nel ruolo di Susanna ne Le nozze di Figaro, ottenendo un importante successo che le permise di essere scritturata per altre sette stagioni consecutive. 
La Saraceni cantò nei principali teatri italiani, come il Teatro San Carlo di Napoli, il Teatro Carlo Felice di Genova, il Teatro Comunale di Bologna, il Teatro La Fenice di Venezia e all'Arena di Verona. Importante fu anche la sua attività artistica nei teatri internazionali di Francia, Paesi Bassi, Germania, Grecia. Negli anni trenta prese parte a una tournée in Sudamerica, dove ottenne un successo personale al Teatro Colón di Buenos Aires. Fra le sue interpretazioni di rilievo vanno ricordate La traviata, Manon Lescaut, Madama Butterfly, Adriana Lecouvreur, L'amico Fritz e Zanetto, dove fu diretta dallo stesso autore Pietro Mascagni. Cantò con i più grandi cantanti del periodo come Beniamino Gigli, Aureliano Pertile, Tito Schipa,  Giacomo Lauri-Volpi, Galliano Masini, Gianna Pederzini, Claudia Muzio e direttori d'orchestra come Gino Marinuzzi, Tullio Serafin. Nel 1931 tenne un concerto serale a Orsogna, patria dei suoi familiari, dove fu acclamata dalla folla.
Oltre a un numero importante di opere in repertorio, il soprano prese parte a prime esecuzioni assolute di opere di autori contemporanei italiani come Ermanno Wolf-Ferrari, Giuseppe Pietri, Ottorino Respighi, Arrigo Pedrollo. Alcune di queste esecuzioni furono trasmesse dalla radio dell'epoca EIAR. Negli anni trenta incise in studio per la HMV Victor alcune arie e due opere complete registrate nel 1932, Pagliacci e Don Pasquale, oggi rimasterizzate in CD. Una grave infermità la costrinse ad abbandonare le scene nel periodo artistico migliore della sua carriera. Ritiratasi dal teatro, insegnò canto a Milano e la sua scuola fu tra le più apprezzate, tra i suoi allievi vanno menzionati i soprani Emilia Ravaglia e Fiorella Pediconi, il tenore Marco Berti.

## Repertorio
- Wolfgang Amadeus Mozart
  - Le nozze di Figaro (Susanna)
  - Don Giovanni (Donna Anna)
- Luigi Ricci e Federico Ricci
  - Crispino e la comare (Annetta)
- Gaetano Donizetti
  - Lucia di Lammermoor (Lucia)
  - Don Pasquale (Norina)
  - L'elisir d'amore (Adina)
- Gioachino Rossini
  - Il barbiere di Siviglia (Rosina)
- Giuseppe Verdi
  - La traviata (Violetta)
  - Rigoletto (Gilda)
  - Un ballo in maschera (Oscar)
- Gaspare Spontini
  - La Vestale (Giulia)
- Jules Massenet
  - Manon (Manon)
- Giacomo Meyerbeer
  - Gli ugonotti (Margherita)
- Giacomo Puccini
  - Turandot (Liù)
  - Madama Butterfly (Butterfly)
  - Manon Lescaut (Manon)
  - La bohème (Mimi)
  - Suor Angelica (Suor Angelica)
- Francesco Cilea
  - Adriana Lecouvreur (Adriana)
- Pietro Mascagni
  - L'amico Fritz (Suzel)
  - Zanetto (Silvia)
- Umberto Giordano
  - La cena delle beffe (Ginevra)
- Ruggero Leoncavallo
  - Pagliacci (Nedda)
- Antônio Carlos Gomes
  - Il Guarany (Cecilia)
- Ottorino Respighi
  - La campana sommersa (Rautendelein)
- Ermanno Wolf-Ferrari
  - La vedova scaltra (Rosaura)
- Giuseppe Pietri
  - Maristella (Maristella)
- Arrigo Pedrollo
  - Maria di Magdala (Maria)
  - L'uomo che ride